# Electoral Complaints Commission
Die Electoral Complaints Commission (kurz ECC) ist die Wahlbeschwerdekommission Afghanistans. Sie war unter anderem für die ordnungsgemäße Durchführung der Parlamentswahl in Afghanistan 2010 zuständig.
Ursprünglich war die Kommission zur Hälfte international besetzt. Kurz vor der Parlamentswahl 2010 wurde sie auf Betreiben von Hamid Karzai nur mit Afghanen neu besetzt.